# Tank (groupe)
Pour les articles homonymes, voir Tank.
Tank est un groupe britannique de heavy metal, originaire de Londres, en Angleterre. Il fait partie de la New wave of British heavy metal. Avec à sa tête un bassiste/chanteur, il est souvent comparé à Motörhead. Tank est reconnu comme l'un des groupes de heavy metal ayant eu une influence directe et prépondérante sur l'apparition du thrash metal en 1983,.

## Historique
Leur premier album publié en 1982, Filth Hounds of Hades, est bien accueilli par les communautés punk et metal ainsi que par la plupart des critiques. Il est considéré comme l'un des meilleurs albums du NWOBHM,. Eduardo Rivadavia, critique chez AllMusic, le décrit comme « le meilleur album de Tank, et le qualifie d'élément essentiel dans la collection de disques de tout fan de metal des années 80. » Il atteint la 33e place du UK Albums Chart.
Comme c'est le cas avec de nombreux autres groupes de l'époque, Tank n'a jamais été en mesure de tirer parti des promesses de leur premier album. Le groupe continue pendant des années et change plusieurs fois de formation.
À la suite du déclin des ventes, ils finissent par se séparer en 1989.
Algy Ward reforme le groupe en 1997 pour refaire des tournées à travers l'Europe et le Japon durant deux ans. Un nouvel album, Still at War, est sorti en 2002.
En août 2006, Algy Ward a déclaré qu'il mettait la touche finale sur les démos pour l'album suivant qui devait s'appeler Sturmpanzer.
Le 20 décembre 2008, une nouvelle formation sans Algy Ward est annoncée. Il était formé des guitaristes Mick Tucker et Cliff Evans rejoints par le batteur d'origine Mark Brabbs, l'ancien bassiste de Bruce Dickinson Chris Dale et l'ancien chanteur de Rainbow Doogie White. Le premier album de Tank avec ce line-up est War Machine et est mis en vente en octobre 2010.
En février 2012, le groupe annonce son premier DVD live enregistré l'été précédent en Pologne. Le groupe détaille le retour du batteur Steve Hopgood, et annonce un nouvel album, War Nation. L'album est publié le 4 juin par le label Metal Mind Productions, produit par Phil Kinman.
En 2013, Algy Ward ressuscite sa propre version du groupe, avec un nouvel album, Breath of the Pit, « écrit, joué et hurlé » par lui-même.
Selon Algy Ward, Sturmpanzer devrait être publié en 2015. Tank mené par Tucker/Evans prévoyait aussi un troisième album. Intitulé Valley of Tears, il est prévu pour le 9 juin, mais repoussé au 18 septembre,.
En janvier 2016, Ward annonce la fin des enregistrements de Sturmpanzer et qu'il sera publié en 2016.

## Membres

### Membres actuels
Tank d'Algy Ward
- Algy Ward – chant, tous les instruments (depuis 2013) ; chant, basse (1980–1989, 1997–2008)

Tank de Tucker/Evans
- Mick Tucker – guitare (1983–1989, depuis 1997)
- Cliff Evans – guitare (1984–1989, depuis 1997)
- ZP Theart – chant (depuis 2013), chant live (2013–2014) (en tournée)
- Barend Courbois – basse (depuis 2014)
- Bobby Schottkowski – batterie (depuis 2014)

### Anciens membres
- Peter Brabbs – guitare (1980–1983)
- Mark Brabbs – batterie (1980–1983)
- Graeme Crallan – batterie (1984)
- Michael Bettel – batterie (1985)
- Gary Taylor – batterie (1985–1989)
- Steve Clarke – batterie (1989)
- Steve Hopgood – batterie (1997–2001, 2012–2014)
- Bruce Bisland – batterie (2001–2007)
- Dave « Grav » Cavill – batterie (2008–2011)
- Mark Cross – batterie (2011–2012)
- Doogie White – chant (2008–2014)
- Chris Dale – basse (2008–2014)

## Discographie

### Albums studio
- 1981 : Filth Hounds of Hades
- 1982 : Power of the Hunter
- 1983 : This Means War
- 1984 : Honour and Blood
- 1987 : Tank
- 2002 : Still at War
- 2010 : War Machine
- 2012 : War Nation
- 2015 : Valley of Tears

### Singles
- 1981 : Don't Walk Away
- 1982 : Stormtrooper
- 1982 : Turn Your Head Around
- 1982 : Crazy Horses
- 1983 : Echos of a Distant Battle

### Compilations et albums live
- 1985 : Armour Plated
- 1998 : The Return of the Filth Hounds Live
- 2001 : War of Attrition (live '81)
- 2007 : The Filth Hounds of Hades - Dogs of War 1981-2002